# Elena Avram
Elena Avram (n. 17 decembrie 1954, Dochia, România) este o fostă canotoare română. Ea a concurat la proba de opt feminin la Jocurile Olimpice de vară din 1976.